# Comuna Klenova, Novohrad-Volînskîi
Klenova (în ucraineană Кленівська сільська рада) este o comună în raionul Novohrad-Volînskîi, regiunea Jîtomîr, Ucraina, formată din satele Bronîțea, Dubnîkî, Klenova (reședința) și Lîpîne.

## Demografie
Componența lingvistică a comunei Klenova
     Ucraineană (99,01%)
     Alte limbi (0,99%)
Conform recensământului din 2001, majoritatea populației comunei Klenova era vorbitoare de ucraineană (99,01%), existând în minoritate și vorbitori de alte limbi.